# Episodi di Still Standing (terza stagione)
La terza stagione della serie televisiva Still Standing è andata in onda negli Stati Uniti d'America dal 20 settembre 2004 al 23 maggio 2005 sul canale CBS. In Italia è andata in onda dal 4 al 26 febbraio 2008 su Iris (ep. 1-9) e Italia 1 (ep. 1-23).
| nº | Titolo originale       | Titolo italiano         | Prima TV USA      | Prima TV Italia  |
| -- | ---------------------- | ----------------------- | ----------------- | ---------------- |
| 1  | Still Scamming         | Chiamiamo lo psicologo  | 20 settembre 2004 | 4 febbraio 2008  |
| 2  | Still Neighbors        | Problemi di vicinato    | 27 settembre 2004 | 5 febbraio 2008  |
| 3  | Still Looking for Love | Il mio fidanzagatto     | 4 ottobre 2004    | 6 febbraio 2008  |
| 4  | Still Winning          | I risparmi di Brian     | 11 ottobre 2004   | 7 febbraio 2008  |
| 5  | Still Auctioning       | La festa per bambini    | 18 ottobre 2004   | 8 febbraio 2008  |
| 6  | Still Cooking          | Il grande chef          | 25 ottobre 2004   | 11 febbraio 2008 |
| 7  | Still Going First      | La lettera              | 8 novembre 2004   | 12 febbraio 2008 |
| 8  | Still Cruising         | Quel mostro di suocera  | 15 novembre 2004  | 13 febbraio 2008 |
| 9  | Still Shallow          | Molla Miller!           | 22 novembre 2004  | 14 febbraio 2008 |
| 10 | Still Lying            | Bugie su bugie!         | 29 novembre 2004  | 15 febbraio 2008 |
| 11 | Still Fast             | Braccialetti colorati   | 13 dicembre 2004  | 18 febbraio 2008 |
| 12 | Still Bonding          | Seratina con papà       | 3 gennaio 2005    | 18 febbraio 2008 |
| 13 | Still Advising         | La guerra dei consigli  | 17 gennaio 2005   | 19 febbraio 2008 |
| 14 | Still Drinking         | Il birra party          | 31 gennaio 2005   | 19 febbraio 2008 |
| 15 | Still Single           | L'isola dei sogni       | 7 febbraio 2005   | 20 febbraio 2008 |
| 16 | Still Not the One      | Figlio mio, mi sposo!   | 14 febbraio 2005  | 20 febbraio 2008 |
| 17 | Still Helping Out      | Volontariato            | 21 febbraio 2005  | 21 febbraio 2008 |
| 18 | Still Admiring         | Un volteggio di troppo  | 7 marzo 2005      | 21 febbraio 2008 |
| 19 | Still the Boss         | Il capo di Bill         | 21 marzo 2005     | 22 febbraio 2008 |
| 20 | Still Holding          | L'orsetto Smokey        | 18 aprile 2005    | 22 febbraio 2008 |
| 21 | Still Mother's Day     | La festa della mamma    | 2 maggio 2005     | 25 febbraio 2008 |
| 22 | Still Getting Married  | Nozze prima dei 40 anni | 23 maggio 2005    | 25 febbraio 2008 |
| 23 | Still Exchanging       | Vacanze in Italia       | 23 maggio 2005    | 26 febbraio 2008 |